# Grades dans l'armée de l'air iranienne
Cet article présente les différents Grades dans l'armée de l'air iranienne. 
- Sarbaz Yekom : Soldat de 1re classe
- Sardjuhke : Caporal
- Goruhban Sevom : Caporal Chef
- Goruhban Dovom : Sergent
- Goruhban Yekom : Sergent chef
- Ostavar Dovom : Adjudant
- Ostavar Yekom : Adjudant chef
- Ostavar : Commissaire
- Setvan Sevom : 3e lieutenant
- Setvan Dovom : 2e lieutenant
- Setvan Yekom : 1er lieutenant
- Sarvan : Capitaine
- Sargord : Major
- Sarhang Dovom : Lieutenant colonel
- Sarhang : Colonel
- Sartip : Général de Brigade
- Sarlashkar : Général de division
- Sepahbod : Général d'armée
- Arteshbod : Général
- Général commandant l'armée de l'air